# Spanje op het Eurovisiesongfestival 1986
Spanje nam deel aan het Eurovisiesongfestival 1986 in Bergen (Noorwegen). Het was de 24ste deelname van het land aan het festival.

## Selectieprocedure
Net zoals de voorbije jaren koos de TVE ervoor om de kandidaat intern te selecteren.
Men koos voor de Spaanse groep Cadillac met het lied Valentino.

## In Bergen
In Noorwegen moest Spanje optreden als 9de, net na Turkije en voor Zwitserland. Op het einde van de puntentelling hadden ze 51 punten verzameld, goed voor een 10de plaats.
Nederland gaf geen punten en België 3 aan deze inzending.

### Gekregen punten

#### Finale
| 12 punten | 10 punten     | 8 punten                         | 7 punten                 | 6 punten                                      |
| --------- | ------------- | -------------------------------- | ------------------------ | --------------------------------------------- |
|           |               | - Turkije                        | - Luxemburg - Oostenrijk | - Frankrijk                                   |
| 5 punten  | 4 punten      | 3 punten                         | 2 punten                 | 1 punt                                        |
| - Ierland | - Joegoslavië | - België - Denemarken - Portugal | - IJsland                | - Finland - Verenigd Koninkrijk - Zwitserland |

### Punten gegeven door Spanje

#### Finale
Punten gegeven in de finale:
| 12 punten | Ierland             |
| 10 punten | België              |
| 8 punten  | Portugal            |
| 7 punten  | Zweden              |
| 6 punten  | IJsland             |
| 5 punten  | Denemarken          |
| 4 punten  | Zwitserland         |
| 3 punten  | Joegoslavië         |
| 2 punten  | Verenigd Koninkrijk |
| 1 punt    | Nederland           |

1961 · 1962 · 1963 · 1964 · 1965 · 1966 · 1967 · 1968 · 1969 · 1970 · 1971 · 1972 · 1973 · 1974 · 1975 · 1976 · 1977 · 1978 · 1979 · 1980 · 1981 · 1982 · 1983 · 1984 · 1985 · 1986 · 1987 · 1988 · 1989 · 1990 · 1991 · 1992 · 1993 · 1994 · 1995 · 1996 · 1997 · 1998 · 1999 · 2000 · 2001 · 2002 · 2003 · 2004 · 2005 · 2006 · 2007 · 2008 · 2009 · 2010 · 2011 · 2012 · 2013 · 2014 · 2015 · 2016 · 2017 · 2018 · 2019 · 2020 · 2021 · 2022 · 2023 · 2024 · 2025